# Berthold Koch
Berthold Koch (* 22. Februar 1899 in Berlin; † 2. Mai 1988) war ein deutscher Schachspieler.
Koch spielte Turnier- und Fernschach und war Redakteur der Zeitschrift Schach.

## Turnierschach
Im Jahr 1926 erhielt Koch den Titel Deutscher Meister. 1946 in Leipzig wurde er Meister der Sowjetischen Besatzungszone nach Stichkampf gegen Ludwig Herrmann, den späteren Ehemann von Edith Keller, die zusammen mit ihrem Bruder Rudolf Keller ebenfalls an der ersten Ostzonenmeisterschaft teilnahmen. Nach Gründung der DDR gewann er 1952 in Binz die DDR-Meisterschaft. Insgesamt viermal gewann er die Berliner Meisterschaft. Koch nahm 1952 und 1956 für die DDR an den Schacholympiaden teil. Seit 1950 trug er den Titel eines Internationalen Meisters. Koch gewann 1959, 1960, 1966 und 1967 die Mannschaftsmeisterschaft der DDR.

## Fernschach
Koch spielte auch intensiv Fernschach. 1959 wurde er von der International Correspondence Chess Federation zum Internationalen Fernschachmeister ernannt. Bei der 2. Fernschach-Weltmeisterschaft belegte er Rang 7 bis 9, beim Dr.-Dyckhoff-Gedenkturnier (1954–1956) Rang 3 bis 4.

## Redakteur
Im Jahr 1947 wurde in Ostberlin die Zeitschrift Schach-Express gegründet. Diese wurde 1951 in Schach umbenannt und existiert noch heute (2020). Koch war bis 1966 der verantwortliche Redakteur. Die ständige Rubrik Schach lehrt Schach – Hohe Schule der Kombination wurde von ihm unter dem Namen Wir lehren Schach gegründet. Kurt Richter baute die Rubrik später sehr erfolgreich aus.